# 8131 Scanlon
8131 Scanlon este un asteroid din centura principală de asteroizi.

## Descriere
8131 Scanlon este un asteroid din centura principală de asteroizi. A fost descoperit pe 27 septembrie 1976 la Observatorul Palomar de Eleanor Francis Helin. Asteroidul prezintă o orbită caracterizată de o semiaxă mare de 2,57 ua, o excentricitate de 0,20 și o înclinație de 7,4° în raport cu ecliptica.